# Donabate
Donabate (Irsk: Domhnach Bat) er en irsk by i County Fingal i provinsen Leinster, i den centrale del af Republikken Irland med en befolkning (inkl. opland) på 5.499 indb i 2006 (3.854 i 2002) 